# Белкин, Николай Михайлович
Николай Михайлович Белкин, Белкин 1-й (1873, Ярославский уезд, Ярославская губерния — 29 мая 1909, Севастопольская бухта, Таврическая губерния) — русский морской офицер-подводник, капитан 2-го ранга. Один из пионеров российского подводного флота, первый начальник дивизиона подводных лодок Черноморского флота. Погиб 29 мая 1909 при столкновении во время ночных учений подводной лодки «Камбала» и броненосца «Ростислав».

## Биография
Из рода дворян Белкиных. Родился в 1873 году в имении на берегу реки Которосль в Ярославском уезде Ярославской губернии. Младший сын контр-адмирала Михаила Федоровича Белкина, героя Обороны Севастополя. Брат Фёдор (1869) — впоследствии полковник Корпуса гидрографов, сёстры — Анна и Мария.
20 сентября 1887 года поступил в Морской кадетский корпус, на действительной службе с 1891 года, после окончания кадетского корпуса в 1894 году в звании мичмана зачислен в Сибирский флотский экипаж, с 1895 года служил во Владивостоке вахтенным начальником на миноносцах, транспортах и крейсерах, в 1896 году проводил гидрографические работы в заливе Петра Великого. В 1897 году переведён в экипаж канонерской лодки «Манджур», в 1899 году Белкину присвоено звание лейтенант, в конце года он временно командовал 7-й ротой Сибирского флотского экипажа, а с ноября был переведён на Балтийский флот.
На Балтике Николай Белкин в 1899—1900 годах служил вахтенным начальником на крейсере «Память Азова», затем на крейсере «Князь Пожарский». В 1901 году участвовал в гидрографических работах в Белом море на пароходе «Лейтенант Овцын». В 1902 году переведён в 13-й флотский экипаж Балтийского флота.
В 1902 году — командир миноносца № 122, в 1903 году — командир миноносца № 108, в 1904 — командир миноносца № 126. С ноября 1904 по февраль 1905 года входил в экипаж крейсера 2-го ранга «Русь». В 1906 и 1907 годах командир Миноносца № 214.
С 20 октября 1906 года поступил в Учебный отряд подводного плавания слушателем. Был в числе первых 68 офицеров, выдержавших в 1907 году специальный экзамен после обучения в Отряде подводного плавания и получивших впервые звание офицера подводного плавания. 11 июня 1907 года получил звание капитан-лейтенант. В 1907 году командир подводной лодки «Лосось» переведённой в 1908 году с Балтики на Чёрное море. Активно участвовал в формировании Отряда подводного плавания Черноморского флота, в 1908 году назначен его начальником, числился в 29-м флотском экипаже. 
В 1909 году Белкин назначен начальником вновь образованного дивизиона подводных лодок Чёрного моря. 23 марта произведён в капитаны 2-го ранга.

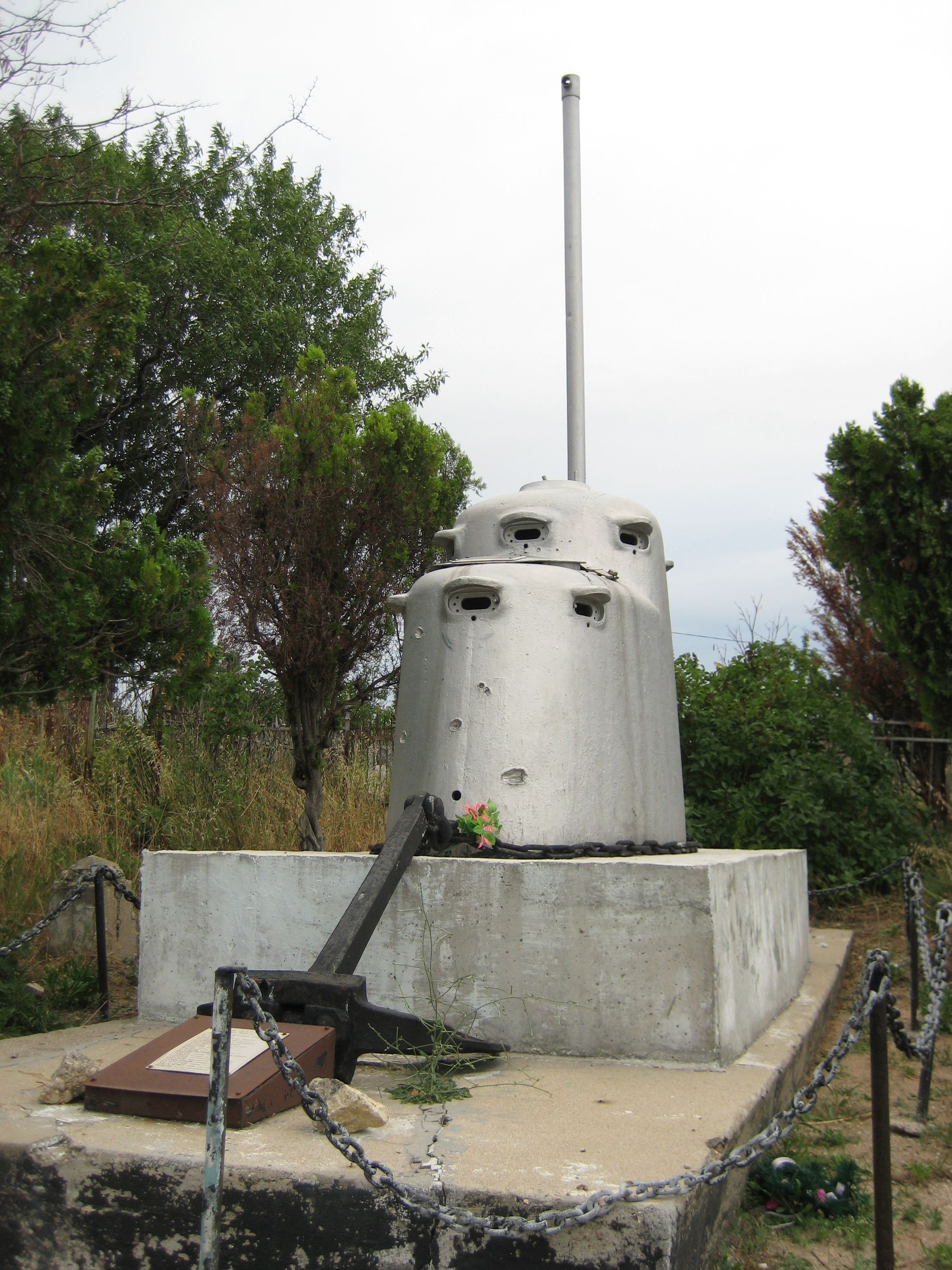
Памятник экипажу подводной лодки «Камбала»

Большое внимание уделял боевой учёбе на новой для флота технике, лодки постоянно выходили в практические плавания, насколько позволяла их малая на то время мореходность. На совещании офицеров подплава Белкин доказывал возможность ночных атак, и после долгих дискуссий вызвался провести такую атаку сам.
29 мая 1909 года, в ходе учений Черноморского флота, лодка «Камбала» под командованием лейтенанта Михаила Михайловича Аквилонова (командир ПЛ — граф П. Ф. Келлер был в отпуске по болезни) осуществляла на створе Инкерманских маяков в районе бухты Стрелецкой ночную учебную атаку черноморской эскадры, возвращавшейся от Евпатории. В результате столкновения в 23 часа 27 минут с броненосцем «Ростислав» подводная лодка была разрезана на две части и затонула на глубине 56 метров.
Погибли заведующий отрядом подводного плавания в Чёрном море капитан 2-го ранга Н. М. Белкин, мичман Д. А. Тучков, минный кондуктор Ф. И. Сальников и ещё 17 членов экипажа. Спасся только лейтенант Аквилонов, смытый с мостика в момент столкновения. Впоследствии он был судим военным судом.
В июле—сентябре 1909 года носовая часть лодки с находившимися в ней телами 14 подводников была поднята водолазами. Тела погибших офицеров отпевали в соборе Святого Николая, затем они были отправлены к родным. Похоронен Н. М. Белкин на кладбище Троицкой церкви села Введенское (ныне Введенье Ярославского района).

## Награды
- Орден Святого Станислава II степени (1902);
- Орден Святой Анны III степени (1906);
- Медаль[3].

## Память
В 1912 году на братской могиле (ныне Старое городское кладбище, ул. Пожарова) в Севастополе сооружён памятник экипажу лодки по проекту лейтенанта Г. Дудкина, представляющий собой боевую рубку «Камбалы», а на ней крест и фигуру скорбящего ангела. В советское время фигура ангела была снесена. Ныне памятник — объект культурного наследия регионального значения.
В честь Николая Белкина названа банка в Японском море в заливе Находка.